# Liste des ministres haïtiens de l'Agriculture
Cet article liste les ministres de l'Agriculture, des Ressources naturelles et du Développement rural en Haïti.

## Liste
- 4 avril 1843 - 2 janvier 1844 : Nolasque Ségretier
- 7 janvier 1844 - 6 mai 1844 : Jacques Sylvain Hyppolite
- 6 mai 1844 - 1er mars 1846 : Jean M. Paul
- 1er mars 1846 - 27 juillet 1847 : Céligny Ardouin
- 27 juillet 1847 - 30 septembre 1847 : David Troy
- 30 septembre 1847 - 9 avril 1848 : Etienne Gabriel
- 9 avril 1848 - 26 décembre 1848 : Louis Vaval
- 31 décembre 1848 - 21 février 1851 : Louis Dufrene, duc de Tiburon
- 21 février 1851 - 30 janvier 1857 : Jacques Sylvain Hyppolite, duc de la Bande-du-Nord (2e fois)
- 3 février 1857 - 28 juin 1859 : Guerrier Prophète, comte de Terrier-Rouge
- 28 juin 1859 - 3 septembre 1859 : Elie Dubois
- 3 septembre 1859 - 10 août 1861 : François Jean-Joseph
- 10 août 1861 - 28 novembre 1861 : Aimé Legros
- 28 novembre 1861 - 29 novembre 1862 : Laguerre Obas
- 29 novembre 1862 - 30 septembre 1863 : Jules Bance
- 30 septembre 1863 - 2 avril 1866 : Alexandre Carrié
- 2 avril 1866 - 7 mars 1867 : Jean-Baptiste Damier
- 7 mars 1867 - 13 mars 1867 : Exilien Heurtelou
- 8 mai 1867 - 5 février 1868 : Ovide Cameau
- 10 février 1868 - 26 mai 1868 : Demesvar Delorme
- 26 mai 1868 - 19 février 1869 : Numa Rigaud
- 19 février 1869 - 9 septembre 1869 : Lamy Duval
- 9 septembre 1869 - 19 novembre 1869 : Hyppolite Cadet
- 19 novembre 1869 - 29 décembre 1869 : Marius Montasse
- 29 décembre 1869 - 23 mars 1870 : David fils aîné
- 23 mars 1870 - 26 avril 1871 : Paulémon Lorquet
- 27 avril 1871 - 31 décembre 1871 : Turenne Carrié
- 2 janvier 1872 - 9 mai 1873 : Jean-Baptiste Damier (2e fois)
- 9 mai 1873 - 15 mai 1874 : Joseph Lamothe
- 15 mai 1874 - 26 avril 1876 : Chevert Heurtelou
- 26 avril 1876 - 20 juillet 1876 : Ovide Cameau
- 20 juillet 1876 - 24 novembre 1876 : Auguste Montas
- 25 novembre 1876 - 14 août 1877 : Armand Thoby
- 24 août 1877 - 17 juillet 1878 : Emmanuel Gutierrez
- 17 juillet 1878 - 3 août 1878 : Saint-Ilmond Blot
- 3 août 1878 - 14 septembre 1878 : Charles Archin (a. i.)
- 14 novembre 1878 - 17 juillet 1879 : Armand Thoby (2e fois)
- 1er septembre 1879 - 3 novembre 1879 : Tirésias Simon Sam
- 3 novembre 1879 - 9 décembre 1880 : Evariste Laroche
- 9 décembre 1880 - 31 décembre 1881 : François Denys Légitime
- 31 décembre 1881 - 14 mars 1884 : François Manigat
- 14 mars 1884 - 15 mai 1887 : Brutus Saint-Victor
- 15 mai 1887 - 23 janvier 1888 : Jean-Chrisostome Arteaud
- 23 janvier 1888 - 10 août 1888 : Morin Montasse
- 1er septembre 1888 - 1888: Florvil Hyppolite
- 19 décembre 1888 - 25 avril 1889 : Roche Grellier
- 25 avril 1889 - 20 juin 1889 : Eugène Margron
- 20 juin 1889 - 29 octobre 1889 : Néré Numa
- 29 octobre 1889 - 1er août 1890 : Clément Haentjens
- 1er août 1890 - 1er juillet 1891 : Hugon Lechaud
- 1er juillet 1891 - 19 août 1891 : Jean-Joseph Chancy
- 19 août 1891 - 11 août 1892 : Dalbémar Jean-Joseph
- 11 août 1892 - 5 octobre 1893 : Fabius Ducasse
- 5 octobre 1893 - 27 décembre 1894 : Ultimo Saint-Amand
- 27 décembre 1894 - 28 décembre 1895 : Brenor Prophète
- 28 décembre 1895 - 6 avril 1896 : Pourcely Faine
- 6 avril 1896 - 13 décembre 1897 : Jean-Chrisostome Arteaud (2e fois)
- 13 décembre 1897 - 12 mai 1902 : Cincinnatus Leconte
- 20 mai 1902 - 22 décembre 1902 : Démosthène Césarions
- 22 décembre 1902 - 4 avril 1903 : Paulinus Paulin
- 4 avril 1903 - 11 octobre 1903 : Néré Numa (2e fois)
- 11 octobre 1903 - 6 décembre 1908 : Numa Laraque
- 8 décembre 1908 - 19 décembre 1908 : Pétion Eveillard
- 19 décembre 1908 - 24 juillet 1909 : Louis-Auguste Boisrond-Canal
- 24 juillet 1909 - 15 février 1910 : Pétion Pierre-André
- 15 février 1910 - 19 décembre 1910 : Murat Claude
- 19 décembre 1910 - 4 août 1911 : Jean-Joseph Magnan
- 4 août 1911 – 16 août 1911 : Annibal Béliard
- 16 août 1911 - 16 septembre 1912 : John Laroche
- 16 septembre 1912 - 4 mai 1913 : Guatimosin Boco
- 17 mai 1913 - 30 juin 1913 : Edouard Supplice
- 30 juin 1913 – 8 février 1914 : Emmanuel Morel
- 8 février 1914 - 11 novembre 1914 : John Laroche (2e fois)
- 11 novembre 1914 - 27 février 1915 : Eribert Saint-Vil Noël
- 27 février 1915 - 27 juillet 1915 : Joseph Glémaud
- 14 août 1915 - 9 septembre 1915 : Antoine Sansaricq
- 9 septembre 1915 - 3 octobre 1915 : Paul Salomon
- 3 octobre 1915 - 21 janvier 1916 : Jean-Baptiste Dartigue
- 21 janvier 1916 - 9 mai 1916 : Annulysse André
- 9 mai 1916 - 17 avril 1917 : Etienne Dornéval
- 17 avril 1917 - 7 mai 1917 : Etienne Magloire
- 7 mai 1917 - 3 juillet 1917 : Edmond Dupuy
- 3 juillet 1917 - 20 juin 1918 : Furcy Chatelain
- 20 juin 1918 - 15 mai 1922 : Louis Roy
- 15 mai 1922 - 27 novembre 1922 : Arthur Rameau
- 27 novembre 1922 - 27 septembre 1923 : Charles Bouchereau
- 27 septembre 1923 - 25 mars 1924 : Arthur Lescouflair
- 25 mars 1924 - 22 octobre 1924 : Louis Prophète
- 22 octobre 1924 - 21 août 1925 : Hermann Héraux
- 21 août 1925 -  15 novembre 1926 : Hénec Dorsinville
- 15 novembre 1926 - 31 mai 1928 : Auguste Scott
- 31 mai 1928 – 25 novembre 1929 : Charles Bouchereau (2e fois)
- 25 novembre 1929 - 27 janvier 1930 : Hannibal Price
- 27 janvier 1930 -  22 avril 1930 : Elie Lescot
- 22 avril 1930 - 15 mai 1930 : Louis Edouard Rousseau
- 15 mai 1930 - 19 août 1930 : Damoclès Vieux
- 19 août 1930 - 22 novembre 1930 : Darthon Latortue
- 22 novembre 1930 - 18 mai 1931 : Antoine V. Carré
- 18 mai 1931 - 17 mai 1932 : Alexandre Etienne
- 17 mai 1932 - 20 septembre 1933 : Paul Salomon (2e fois)
- 20 septembre 1933 - 24 décembre 1934 : Juvigny Vaugues
- 24 décembre 1934 - 17 août 1935 : Léon Liautaud
- 17 août 1935 - 10 octobre 1936 : Edmé Manigat
- 10 octobre 1936 - 29 novembre 1937 : Auguste Turnier
- 29 novembre 1937 - 5 janvier 1940 : Dumarsais Estimé
- 5 janvier 1940 - 10 octobre 1940 : Luc Fouché
- 10 octobre 1940 - 18 janvier 1941 : Joseph D. Charles
- 18 janvier 1941 - 15 mai 1941 : Edward Volel
- 15 mai 1941 - 11 janvier 1946 : Maurice Dartigue
- 12 janvier 1946 - 16 août 1946 : Albert Renard
- 19 août 1946 - 26 octobre 1946 : Georges Rigaud
- 26 octobre 1946 - 10 avril 1947 : Maurice Latortue
- 10 avril 1947 - 8 décembre 1947 : François Georges
- 8 décembre 1947 - 26 novembre 1948 : Jean P. David
- 26 novembre 1948 - 14 octobre 1949 : Louis Bazin
- 14 octobre 1949 - 10 mai 1950 : Lucien Hibbert
- 12 mai 1950 - 6 décembre 1950 : Georges Cadet
- 6 décembre 1950 - 5 mai 1951 : Louis Décatrel
- 5 mai 1951 - 1er avril 1953 : Jules Domond
- 1er avril 1953 - 31 juillet 1954 : Daniel Heurtelou
- 31 juillet 1954 - 5 septembre 1955 : Léon Laleau
- 5 septembre 1955 - 14 décembre 1956 : Elie Villard
- 14 décembre 1956 - 9 février 1957 : Hughes Bourjolly
- 9 février 1957 - 6 avril 1957 : André Mangones
- 6 avril 1957 - 25 mai 1957 : Raoul Daguilh
- 27 mai 1957 - 14 juin 1957 : Emmanuel Ambroise
- 14 juin 1957 – 22 octobre 1957 : Oswald Hyppolite
- 22 octobre 1957 - 22 avril 1959 : Henri Marc Charles
- 22 avril 1959 - 25 octobre 1960 : Gérard Philippeaux
- 25 octobre 1960 - 9 décembre 1963 : André Théard
- 9 décembre 1963 - 26 novembre 1965 : Roger K. Cantave
- 26 décembre 1965 - 22 mai 1967 : Victor Nevers Constant
- 22 mai 1967 - 25 novembre 1968 : Louis Blanchet
- 25 novembre 1968 - 22 avril 1971 : André Théard (2e fois)
- 22 avril 1971 - 31 mars 1976 : Jaurès Levêque
- 31 mars 1976 - 27 mai 1977 : Rémillot Léveillé
- 27 mai 1977 - 13 novembre 1979 : Edouard Berrouet
- 13 novembre 1979 - 23 avril 1980 : Paul Saint-Clair
- 23 avril 1980 - 30 avril 1982 : René Destin
- 30 avril 1982 - 12 juillet 1982 : Pierre D. Sam
- 12 juillet 1982 - 29 décembre 1982 : Rémillot Léveillé (2e fois)
- 29 décembre 1982 - 30 mai 1984 : Nicot Julien
- 30 mai 1984 - 30 août 1984 : Luckner Saint-Dic
- 30 août 1984 - 30 décembre 1985 : Frantz Flambert
- 30 décembre 1985 - 7 février 1986 : Hébert Docteur
- 7 février 1986 - 15 mars 1986 : Montaigu Cantave
- 15 mars 1986 - 7 février 1988 : Gustave Ménager
- 12 février 1988 - 20 juin 1988 : Gérard Philippe Auguste
- 20 juin 1988 - 18 septembre 1988 : Damaxe Sydnéus
- 18 septembre 1988 - 18 décembre 1989 : Frédéric Agénor
- 18 décembre 1989 - 16 mars 1990 : Wilner François
- 16 mars 1990 - 24 août 1990 : Lionel Richard
- 24 août 1990 - 7 février 1991 : André Jean-Louis
- 19 février 1991 - 30 septembre 1991 : François Séverin
- 19 octobre 1991 - 14 avril 1992 : Claude Pierre-Louis
- 14 avril 1992 - 1er septembre 1993 : Jacques Baker
- 1er septembre 1993 - 7 novembre 1995 : François Séverin (2e fois)
- 7 novembre 1995 - 6 mars 1996 : David Nicolas
- 6 mars 1996 - 25 octobre 1997 : Gérald Mathurin
- 28 octobre 1997 - 24 mars 1999 : Fred Joseph (a. i.)
- 24 mars 1999 - 2 mars 2001 : François Séverin (3e fois)
- 2 mars 2001 - 29 février 2004 : Sébastien Hilaire
- 16 mars 2004 - 9 juin 2006 : Philippe Matthieu
- 9 juin 2006 – 6 septembre 2008 : François Séverin (4e fois)
- 6 septembre 2008 - 19 novembre 2011 : Joanas Gué
- 19 novembre 2011 - 8 mai 2012 : Hébert Docteur (2e fois)
- 8 mai 2012 - 18 janvier 2015 : Thomas Jacques
- 18 janvier 2015 - 20 février 2015 : Jean-François Thomas
- 23 février 2015 - 17 septembre 2015 : Fresner Dorcin
- 17 septembre 2015 - 29 mars 2016 : Lyonel Valbrun
- 29 mars 2016 - 13 mars 2017 : Pierre Guito Laurore
- 13 mars 2017 - 17 septembre 2018 : Carmel André Belliard
- 17 septembre 2018 - 4 mars 2020 :  Joubert Angrand
- 4 mars 2020 - 20 juillet 2021 : Patrix Sévère
- depuis le 20 juillet 2021 : Chariot Brédy